# Troporhogas rogerfedereri
Troporhogas rogerfedereri (лат.) — вид паразитических наездников рода Troporhogas из семейства Braconidae (Ichneumonoidea). Эндемик южного Таиланда (провинция Сураттхани, национальный парк Кхао Сок, Юго-Восточная Азия).
Вид назван в честь швейцарского теннисиста, бывшей первой ракетки мира Роджера Федерера.

## Описание
Наездники мелких размеров (длина тела 6 мм). В усиках 40 сегментов. Troporhogas rogerfedereri это единственный известный таиландский вид, у которого субмедиальные проподеальные кили образуют широкую U-образную форму в передней части. Он отличается от единственного другого известного вида с этой особенностью, T. flavistigma, тем, что вершина сильно поперечно полосатая. Тело трехцветное; скапус, педицеллус и жгутиковые сегменты темно-коричневые до черных. Голова оранжево-красная, а ротовые части бледно-охристые. Мезосома оранжево-красная, тегулы бледно-охристые. Передние и средние лапки коричневато-желтые, кроме тазиков и вертлугов белые, передние лапки несколько темнее; задние лапки в основном черные, тазики бледнее. Крылья гиалиновые с темно-коричневым рисунком, который становится отчетливо более желтым к основанию крыла, птеростигма темно-коричневая. Метасома двухцветная; тергиты Т1—Т4 белые со смежными медиальными пестрыми или черными отметинами, наиболее узкими на стыке тергиты Т1 и Т2; Т5 в основном, кроме переднего края, и Т6 полностью белые или цвета слоновой кости; гипопигий белый.

## Таксономия
Вид Troporhogas rogerfedereri был впервые описан в 2024 году британско-таиландским энтомологом Дональдом Куиком и его коллегами по типовому материалу из национального парка Кхао Сок в южном Таиланде (провинция Сураттхани).